# Josef Klehr
Josef Klehr (17 de octubre de 1904, Langenau, Alta Silesia - 23 de agosto de 1988, Leiferde) era un SS-Oberscharführer (sargento mayor), supervisor en varios campos de concentración nazis y jefe del comando de desinfección de las SS en el campo de concentración de Auschwitz.

## Vida
Klehr nació como el hijo de un maestro. Después de asistir a la Volksschule en Wohlau hasta 1918, consiguió un aprendizaje con un ebanista, aprobando el examen en 1921 que le permitió hacerlo por su profesión. A partir de 1934 trabajó como portero nocturno en un centro comunitario, luego como enfermero en un sanatorio. Desde 1938 fue sargento asistente en la prisión de Wohlau.
Klehr era miembro del Partido Nazi y Allgemeine SS desde 1932. Participó en ejercicios militares con la Wehrmacht y recibió entrenamiento para convertirse en médico. Poco antes del comienzo de la guerra fue reclutado en las Waffen-SS. En agosto de 1939 fue transferido al campo de concentración de Buchenwald como guardia, y luego al campo de concentración de Dachau como médico un año después. En enero de 1941 fue ascendido a SS-Unterscharführer y trasladado a Auschwitz, trabajando como médico en la enfermería de los presos.
Klehr era famoso por matar con inyecciones de fenol en el corazón, algo que esencialmente asumió en algún momento en 1942. Ideó formas de optimizar la velocidad del proceso de asesinato, como la experimentación con el posicionamiento de los prisioneros antes de su inyección.
Klehr ocasionalmente realizaba selecciones él mismo, y cuando se le informó que el médico del campamento no estaba disponible, declaró inmediatamente: "Hoy soy el médico del campamento". Debido a varias descripciones de él de pie contra un fondo de cadáveres "vestido con una bata blanca o "un delantal de goma rosa y guantes de goma" y " sosteniendo una aguja hipodérmica de 20 cc con una aguja larga" en sus manos, Klehr ha sido descrito como la "máxima caricatura del omnipotente doctor de Auschwitz". Era famoso por su sádica crueldad.
En 1943 Klehr se convirtió en jefe de la brigada de desinfección (Desinfektionskommando). Como manejador de Zyklon B, sus tareas incluían no solo despiojar viviendas y ropa, sino involucrarse directamente en la gaseada en masa de los prisioneros. Él fue uno de los responsables de insertar el gas. Estuvo presente durante las selecciones en las que los que no podían trabajar fueron enviados a las cámaras de gas, y elaboró un cronograma sobre quién debía insertar el Zyklon B.
El 20 de abril de 1943, Klehr recibió la segunda clase de la Cruz de Mérito de Guerra con espadas. Fue transferido al subcampo de Gleiwitz en 1944, donde fue jefe del hospital de prisioneros y fue médicamente responsable de los campamentos Glewitz del I al IV.

## Después de la guerra
Tras la evacuación de Auschwitz Klehr, los prisioneros custodiados fueron transportados al campo de concentración de Gross-Rosen, después de lo cual fue llevado bajo el mando de una unidad de combate de las SS. A principios de mayo de 1945 fue tomado prisionero en Austria por estadounidenses y estuvo retenido hasta 1948. Regresó con su familia en Braunschweig y reanudó su trabajo como ebanista. En abril de 1960, la fiscalía de Fráncfort emitió una orden de arresto que se ejecutó en septiembre después de determinar el paradero de Klehr.
El 19 de agosto de 1965, el tribunal lo condenó por asesinato en al menos 475 casos, ayudó en el asesinato conjunto de al menos 2730 casos y lo condenó a cadena perpetua con 15 años adicionales. El testigo Glowacki testificó en la corte que Klehr mató a las mujeres que sobrevivieron a la masacre después del presunto levantamiento en el subcampo femenino de Budy mediante inyección de fenol.
Mientras estaba en prisión, Klehr fue entrevistado por el periodista y cineasta Ebbo Demant. Cuando Demant menciona el negacionismo del Holocausto, Klehr le dice:

¿Los Judíos nunca gaseados? ¿No? Sí, ya me han preguntado sobre eso. ... Tres señoras mayores vienen a visitarnos aquí. Esa es una sociedad tan oficial. Siempre quieren apoyarnos un poco, darnos un regalo en nuestros cumpleaños, y así sucesivamente, y uno de ellos me preguntó una vez si la gente fue gaseada en Auschwitz. Dije: "Te lo diré abierta y honestamente, pero si fuera otra persona, habría respondido que no sabía". Pero porque eres tú, te diré precisamente, que las personas fueron gaseadas. Y cualquiera que sostenga que no hubo gaseamientos. ... Sí, no lo entiendo, debe estar loco o equivocado. ... Cuando tienes tres o cuatro años en Auschwitz y experimentaste todo, entonces no puedo entenderlo y decir que nunca se realizaron gaseamientos.
"Auschwitz-"Direkt von der Rampe weg..."
Josef Klehr

El 25 de enero de 1988, la sentencia de Klehr fue suspendida debido a la incapacidad para la custodia (Vollzugsuntauglichkeit). El 10 de junio, recibió la orden de servir al resto en libertad condicional. Después de siete meses de libertad, murió a los 83 años.

## Literatura
- Demant, Ebbo (Hg.): Auschwitz — "Direkt von der Rampe weg…" Kaduk, Erber, Klehr: Drei Täter geben zu Protokoll: Hamburgo: Rowohlt, 1979; ISBN 3-499-14438-7 3-499-14438-7
- Ernst Klee: Das Personenlexikon zum Dritten Reich: Wer war was vor und nach 1945. Fischer-Taschenbuch-Verlag, Fráncfort del Meno 2005; ISBN 3-596-16048-0 3-596-16048-0
- Hermann Langbein: Menschen En Auschwitz. Fráncfort am Main, Berlín Wien, Ullstein-Verlag, 1980; ISBN 3-548-33014-2 3-548-33014-2.
- Auschwitz-Birkenau Museo estatal: Auschwitz in den Augen der SS. Oswiecim 1998; ISBN 83-85047-35-2 83-85047-35-2.